# Häxprocessen i Katarina

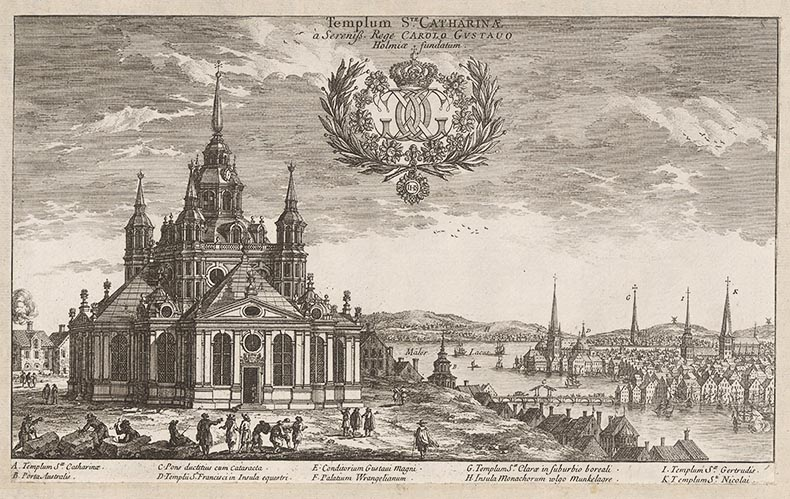
Katarina kyrka vid tiden för häxprocessen.

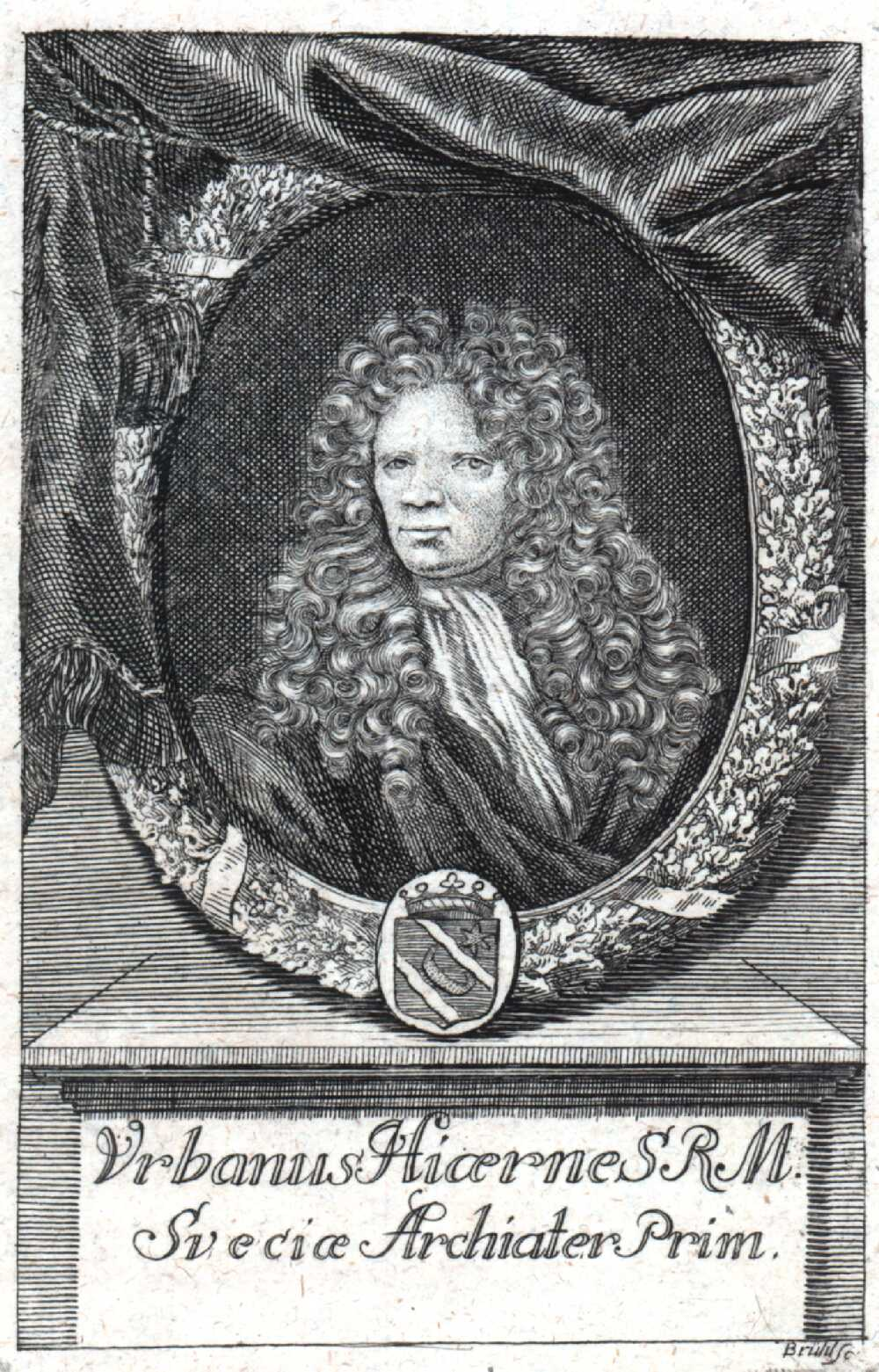
Urban Hjärne.
Kopparstick av Elias Brenner.

Häxprocessen i Katarina ägde rum under det stora oväsendet i Katarina församling i Stockholm år 1676. Det är en av de mest berömda enskilda häxprocesserna i Sverige, och den skildrar också upplösningen av den svenska häxjakten 1668–1676. De flesta personer som uppträdde som angivare, åtalade och vittnen bodde i just Katarina församling.
Häxprocessen ledde till att åtta personer avrättades för häxeri, en person begick självmord i fängelset, och ytterligare två personer dömdes till döden. Fyra personer till åtalades, för att sedan friges när processen plötsligt upplöstes under dramatiska former, då vittnena avslöjades med mened, vilket ledde till upplösningen av hela häxjakten i Sverige.

## Bakgrund
Sedan 1668 hade häxprocesser spritt sig i Sverige efter häxprocessen i Mora, och våren 1675 gick många rykten i Stockholm. Häxbönen lästes i Katarina kyrka i från januari 1670. I maj 1675 kom Johan "Gävlepojken" Johansson (12 år) till Stockholm från Gävle för att bo hos sin mors släkting Ingrid Eriksdotter Grijs (död 1677), (gift med hökare Lind eller Lindvald på Falkenbergsgatan i östra Södermalm, Katarina församling), eftersom hans mor Catharina Nilsdotter Grijs då satt fängslad i Gävle anklagad för trolldom under häxprocessen i Gävle. 
Beskrivningar skildrar hur pojken kunde berätta om Blåkulla för kvarterets barn "att det var som om han var barnfödd där". Snart började rykten gå om att flera barn var förda till Blåkulla, bl a en flicka som bodde i Linds gård, och en annan flicka också från Gävle, som bodde hos en annan hökare. Hökarna tog då tog initiativ till att ordna med en vakstuga, en plats där man samlade barnen för att de inte skulle bli hämtade av trollkonor och flugna till Blåkulla om natten. Johan från Gävle, drabanten Myras pigor och skräddardotter Lisbet Carlsdotter, var några av de som engagerades för att ta hand om barnen i vakstugan: de var i tjugoårsåldern, några var tonåringar, och några var, som Johan, barn. 
Föräldrarna bad även prästerna i församlingen, bland andra pastor Dureaus från Katarina församling, att medverka. Britta Sippel, Anna Sippel och Anna Månsdotter var de första kvinnorna som pekades ut som häxor. Brita Sippel hade redan ett år tidigare utpekats som häxa av en flicka från Hälsingland (det hade den gången sett främst som att hon var undernärd och utan tillsyn och hon blev (tillfälligt) bättre omhändertagen), men denna gång togs ryktena på större allvar.
Så tog ryktena om bortförda barn fart, och några aktiva församlingsbor beklagade sig och skrev brev till kungen, att något måste göras för att få slut på häxornas bortförande av barn till Blåkulla. Deras böneskrift berättade att deras barn varje natt "genom Satans instrumenter och häxor bliva till Blåkulla förda". Ytterligare en böneskrift undertecknades av 48 oroliga föräldrar.

## Första förhöret
Rannsakningen inleds av kämnärsrätten våren 1675. Hösten 1675 tillsattes en extra rätt enligt kunglig order av det kyrkliga konsistoriets medlemmar. Rätten sammanträdde från den 16 oktober 1675 till den 31 januari 1676 i Katarina kyrkas sakristia. Hovrätten tvekade dock att ta emot dessa underrätters mål, tills kungen gav order om det till Svea hovrätt, som 11 april 1676 påbörjade förhören. Den första som kallades till förhör var Anna Månsdotter. 
Stockholms överståthållare Claes Rålamb och borgmästare Olof Thegner ordnande med ett förhör, där Thegner var ordförande. Under förhöret uppmanade de föräldrarna att sluta med ryktesspridningen kring häxeri. 
Johan Johansson vittnade inför rätten att det i själva verket var han som var häxan, och att han hade förvandlat sig till den utpekade häxan Britta Sippel. Han dömdes då till döden för trolldom och fängslades. Det spekuleras i om också detta främst var ett försök att stoppa den accelererande ryktesspridningen.
Kyrkoherden i Katarina fick order att lugna ned församlingen genom katekesförhör. Istället samlade han in fler barnvittnesmål. Föräldrarna i församlingen skrev flera böneskrifter i vilka de uppmanade Svea hovrätt, och konungen, att ta upp processen igen.
Våren 1676 återupptogs därför slutligen förhören.

## Vittnena
Det förekom ett mycket stort antal vittnen i häxprocesserna, både vuxna och barn. Många barn vittnade senare om hur de i vaktstugorna plötsligt påstods ha varit i Blåkulla där de ska ha syndat, och att de var tvungna att hålla med. Om de vägrade sågs det som ett tecken på att de höll på att bli utlärda till häxeri och börjat övergå från att bli bortförda till att själva föra bort, och då kunde de själva bli anklagade för trolldom. Flera barn uppgav i efterhand, att en grupp på vissa barn och ungdomar i vakstugorna hade tränat upp andra barn att peka ut häxor och sedan vittna mot dessa. 
Enligt vittnet Karin Eriksdotter, som vittnade om hela förloppet efter att processen hade upplösts, började det hela sedan Gävlepojken börjat tala med Olof Hökares barn om Blåkulla. Gävlepojkens Blåkullahistorier fördes vidare av Lisbet Carlsdotter, Mikael Jakobsson, Myrapigorna och Kerstin Mikaelsdotter, som uppviglade och tvingade andra barn att ljuga om att de fördes bort av häxor i de vakstugor som ordnades. En av de vuxna som ordnade vakstugorna, hökare Henrik Abrahamsson, ska ha fått många barn att säga att de blev bortförda. 
Ett antal personer var särskilt aktiva i ryktesspridningen och som vittnen: 

### Lisbet Carlsdotter
Lisbet Carlsdotter var en fattig skräddardotter, mellan 16 och 20 år (uppgifterna skiftar), boende på Högbergsgatan i kvarteret Pelarbacken, i närheten av både Anna Månsdotter och systrarna Sippel. Lisbet Carlsdotter blev från och med rättegången mot Britta Sippel, tillsammans med Myrapigorna, ett av rannsakningarnas mest använda vittnen. 
Efter 11 september, när vittnena började ifrågasättas, beskrivs hon av flera vittnen som en nyckelperson, som tillsammans med bland andra Myras pigor, hökaren Hindrich Abrahamsson, stallmästare Thomas Getrop, änkan Karin Melis-Wijkman, ha varit aktiva och drivande i ryktesspridningen. Även klockaren i församlingen, Erik Simonsson "Falken", förekommer ofta i protokollen, och hans pojkar sas vara förda till Blåkulla. 
Lisbet Carlsdotter erkände sin mened efter att ha utlovats immunitet av rätten. Agnis Eskilsdotter, Lisbet Carlsdotter och Maria Nilsdotter avrättades för mened 20 december. 

### Myrapigorna
Myras pigor var de två finska pigorna Agnis Eskilsdotter, 18 år, och Annika Henriksdotter eller Hindrichdotter, 23 år, som tjänade hos drabanten vid änkedrottningens
livvaktsgarde Jonas Persson Myra, som hade en gård nära Nytorget. Under några månaders tid anger myrapigorna ett flertal kvinnor som trollkonor och vittnar i många rättegångar. När de anklagade motsätter sig, säger de sig se Djävulen som står bredvid eller bakom den åtalade och hindrar henne från att bekänna. Myrapigorna anges senare tillsammans med Lisbet Carlsdotter ha varit de ledande av vittnena, som tvingat andra barn och tonåringar att vittna. 
Efter 11 september bekände Annika Henriksdotter att det var Agnis Eskilsdotter och Lisbet Carlsdotter som först hade börjat prata om häxor och tvinga andra att göra detsamma. Annika Henriksdotters vittnesmål ansågs inte ha varit direktorsak till någon dödsdom. Därför dömdes hon till tio piskrapp på fyra torg, kyrkostraff och ett år på tukthus. Hon rannsakades samtidigt som Malin Matsdotters dotter Maria Eriksdotter, som dömdes till att stå invid skampålen på två olika torg och motta 16 piskrapp på vartdera, kyrkostraff två års tukthus. Bestraffningen utfördes samma dag som Agnis Eskilsdotter, Lisbet Carlsdotter och Maria Nilsdotter avrättades. Under bestraffningen vrålade Maria och Annika att de faktiskt blivit förda till Blåkulla och redan fått lida så mycket i Djävulens klor att de inte dessutom skulle behöva pinas av människor, vilket gjorde att folkmassan började kasta snöbollar på de män som piskade dem. 
Agnis Eskilsdotter, Lisbet Carlsdotter och Maria Nilsdotter avrättades för mened 20 december. Agnis Eskilsdotter nekade till skuld även sedan Annika Henriksdotter och Lisbet Carlsdotter hade erkänt. Hon erkände sin skuld först vid sin avrättning, bad rätten om ursäkt och uppmanade ingen att tro på liknande lögner från sådana som dem.

### Maria Nilsdotter
Maria Nilsdotter, 22 år, var född på Södermalm. Hon blev känd som en av dem som oftast bortfördes av häxorna, och fick upprepade anfall i kyrkan, i vakstugan, på gator och torg, anfall hon sade berodde på att hon trakasserades av häxorna. När hon utpekade Maria Eufrosyne av Pfalz och Maria Sofia De la Gardie som häxor blev hon efter beslut av domstolen inlagd på Danvikens hospital. Hon bekände efter 11 september att hon under vaknätter lärt sig hur man skulle tala och uppträda när man ofredades av häxor, och att hon lärt sig skådespela när hon tidigare tiggt pengar genom att agera epileptiker. Hon utsattes inte för några påtryckningar att ljuga, vilket gjorde att hon dömdes strängare. Hon blev tillsammans med Lisbet Carlsdotter och Agnis Eskilsdotter en av de tre pigor som dömdes till döden för mened. Hon halshöggs 20 december. 

### Kerstin Mikaelsdotter
Kerstin Mikaelsdotter (15 år) var brorsdotter eller systerdotter till hökare Henrik Abrahamsson. Gävlepojken berättade sina Blåkullahistorier för henne liksom för hennes farbrors dräng Mikael (Mika) Jakobsson (14 år) när han bodde som gäst i deras hushåll, och de blev sedan två av de ivrigaste vittnen som berättade om bortföranden till Blåkulla och spred berättelsen bland andra barn och unga. 11 september utpekades Kerstin Mikaelsdotter av många barn tillsammans med Lisbeth Carlsdotter och myrapigorna som en av de som varit mest aktiv med att tvinga andra barn att vittna. Hon vägrade att erkänna förrän hon fick försäkran om straffimmunitet: hennes straff begränsades till en rekommendation om bättre kristendomsundervisning. 

### Mikael (Mika) Jakobsson
Mikael (Mika) Jakobsson (14 år) var dräng eller fosterson till hökare Henrik Abrahamsson. Gävlepojken berättade sina Blåkullahistorier för honom liksom för Kerstin Mikaelsdotter när han bodde som gäst i deras hushåll, och de blev sedan två av de ivrigaste vittnen som berättade om bortföranden till Blåkulla och spred berättelsen bland andra barn och unga: Mikael (Mika) Jakobsson (14 år), utpekas till exempel av Lisbet Carlsdotter utpekades som den som förde vidare Gävlepojkens Blåkullahistorier till henne. Jakobsson tillhörde de första ungdomsvittnen som erkände sin skuld 11 september. Han uppgav att han hade spridit ut Blåkullahistorier bland barnen och att han hade låtsats bli trakasserad av häxorna eftersom detta gav honom allmosor och andra fördelar. Han satt i fängelse från sin bekännelse och under hela hösten utan att ha blivit formellt anklagad för något. Han släpptes därefter utan ytterligare straff, eftersom han så snabbt och villigt hade bekänt sin mened och samarbetat, och rätten ville visa att ärlighet lönade sig. Han blev dock utslängd från Abrahamsson. 

### Kerstin Jacobsdotter
Kerstin Jacobsdotter (11 år) uppmärksammades för sitt skickliga sätt att få krampanfall av häxornas attacker. Hon mottog pengar av folk som bevittnade hennes anfall. Hon medgav i augusti att hon hade vittnat falskt och att hon hade lärt sig simulera anfall av sin mor för att tigga allmosor, och tvingades sedan demonstrera sina konstgjorda anfall inför rätten. Hon erkände sin mened före den 11 september, och efter detta blev domstolen mer skeptisk till barnvittnesmålen. Hon dömdes till spöstraff och tukthus, där hon avled vintern 1676. Även hennes mor dömdes till tukthus. 
Hon bör inte förväxlas med pigan Kerstin Jacobsdotter som också vittnade under samma process, men som var sexton år: denna nämndes 11 september som en av de andra vittnen som vittnat falskt, och tillhörde dem som pekade ut myrapigorna som de som tvingat andra att vittna falskt.

### Lisbet Wellendorf
Lisbet Wellendorf och hennes äldre bror Mattis Wellendorf vittnade om att de av sin mor tvingats anklaga Anna Månsdotter. Lisbets Wellendorphs föräldrar, Christoffer Wellendorf och Anna Fåltz, verkar ha tillhört de mer aktiva i jakten på trollkonor, de arrangerade vakstuga i Urvädersgränden, och när deras hyresvärd, organistens Kroll i Tyska kyrkan, beklagade sig över allt spring och oväsen i samband med detta, blev han också anklagad för trolldom. Skolmästare Chron, Lisbets styvfar, ska ha slagit en av de anklagade och dömda kvinnorna över munnen, när hon mötte honom på gatan. Syskonen Wellendorf tillhörde de barnvittnen som 11 september erkände att allt tal om Blåkulla var lögn under ledning av Lisbet Carlsdotter samt drömmar de trott var verkliga.

### Melcher Olsson
Smedsdrängen Melcher Olsson, en yngre man, påstod sig ha slagits med Satan i Blåkulla och fått med sig blad med namn på barn som förts dit. Han erbjöd sig att sälja bitarna med dessa namn till barnens föräldrar för att rädda barnens själar för en daler per styck. Han stal sedan en kyckling och skrev ned barnets namn på ett papper. Om det var felstavat skyllde han på att man i Blåkulla gjorde allt bakvänt. Han vittnade mot Karin Ambjörnsdotter, men det faktum att ingen av dem han vittnade mot hade avrättats gjorde att domen mot honom blev mild. Efter alltför mycket drickande togs han fast på bar gärning. Han erkände att han utnyttjat Blåkullahysterin för att tjäna pengar för att enrollera sig i krigsmakten. Han dömdes till gatlopp i tre omgångar på Stortorget och döms sedan till kyrkostraff, offentlig bikt, av konsistoriet.

## Första processen
Den första person som stod inför rätta var Anna Månsdotter, kallad Mössmakerskan. Hon anklagades för att ha gråtit över ryktena om att hon skulle vara häxa, men också för att inte gråta inför rätten. Hon anklagades av barnen för att skava guldet av kyrkklockorna, ha samlag med Satan under bordet i Blåkulla, och för att piska barnvittnen med flätade ormar. Hon förnekade att hon kallat kyrkoherde Pontinus "den halte djävulen". Hon medgav att hon kände Britta Sippel, men att denna var "både döpt och kristen". 
Britta Sippel konfronterades med en hårtuss, som ryttmästare Gråå påstås ha huggit av henne, då han huggit i väggarna med en yxa, när hon som häxa påstås ha attackerat en vakstuga för att föra bort barn. Det var möjligen en av de vakstugor som ryttmästaren själv anordnade i sin gård i kvarteret Sandbacken. Barnen berättade att Satan piskat henne i Blåkulla med både ris och klubba. Två barberare och klockare Simonsson finner, efter undersökning, en stor röd fläck på hennes rygg. Hennes två döttrar vittnar mot henne. Sippel tog med sig en kniv i rätten och hotade vittnena. Hon förklarade att hon hellre ville bli avrättad för mord än oskyldigt dömd för häxeri. Då döttrarna vittnade mot hennes syster Anna Sippel, anklagade hon själv sin syster. 
Anna Sippel var gift med en bagare och var välbärgad: hon räknade upp sitt statusmässiga umgänge, som stadskaptenskan Margareta Remmer och sina kunder, till exempel frun till Jean de la Valle och borgmästaren Thegner, för vilka hon hade tillverkat mediciner. Hon friades i första instans. En piga påstod att Anna Sippel hade velat ha hennes första menstruationsblod, en annan piga att hon badade ovanligt ofta, att en hund spökade på tomten, och att hon (pigan) blivit sjuk efter att hon lämnat sin anställning.  Vittnena återgav rykten om att Satan gett Anna Sippel en tunna pengar varje torsdag, och att en skräddare, som hon spottat på då hon fängslades, hade dött.
Alla tre dömdes till döden. Barnen bekräftade för rätten att Satan var förtvivlad, men också glad för det värdiga motståndet.
Britta Sippels make Jöran Nilsson Galle blev även han åtalad och fängslad. 

## Andra processen
De fortsatta rättegångarna gick mycket snabbare än de tre första fallen, som hade tagit längre tid. 
Efter avrättningen av Anna Sippel, Britta Sippel och Anna Månsdotter angav de unga pigorna Margareta Matsdotter och Maria Jöransdotter sig själva som häxor. Rättegången mot Margareta Matsdotter och Maria Jöransdotter gick snabbt, då de båda hade angett sig själva för häxeri, och förklarat sig skyldiga. Flera barn vittnade mot dem. Barnens vittnesmål sade emot varandra, men det sågs inte som ett problem eftersom de åtalade hade erkänt, och eftersom de bekräftade barnens vittnesmål: då barnen sade emot varandra, sade de åtalade bara att de kanske mindes fel, och bekräftade sedan att barnen nog mindes rätt.  
På grund av sin ungdom förutsattes de ha en äldre kvinna som läromästare. Margareta Matsdotter pekade ut sin förra arbetsgivare Agnis Johansdotter, medan Maria Jöransdotter angav först Karin Johansdotter, kallad Smeds-Karin, som tog livet av sig i häktet. Därefter pekade de tillsammans ut Anna Persdotter. Anna nekade och dömdes därför till att brännas levande. Hon övertalades i fängelset att bekänna av sina medfångar Margareta Matsdotter och Maria Jöransdotter. Sedan hon bekänt sig skyldig benådades hon till att avrättas genom halshuggning. Att hon skulle lida tortyr innan avrättningen genom att tvingas hålla heta föremål såsom "eldkåhl" eller "hett jern" i händerna, såsom flera av kommissionens ledamöter föreslog, verkar inte ha verkställts. Dessa tre var de enda anklagade kvinnorna i Katarina häxprocess som bekände sig som skyldiga till trolldom. De avrättades alla tre 12 maj. 
Hovrätten fick nu order att upprätta en kommissorialrätt eller trolldomskommission för Stockholm under ledning av hovrättsdomare Coyet, med sex präster och sju "världsliga" ledamöter. Bland ledamöterna fanns sex lokala präster: kyrkoherde Olaus Bergius från Klara församling, kyrkoherde Carl Carlsson (eller Carolinus) från Maria församling, kaplanen vid Storkyrkoförsamlingen Eric Noraeus, Klara församlings kaplan Ivar Leufstadius, kaplan Oluf Sparrman från Riddarholmens församling och kyrkoherde Christophorus Bezelius från den tyska församlingen; kungliga kansliets sekreterare Wilhelm Julius Coyet, kanslisekreterare Olof Austrel (Austrelius), Gotlands häradshövding Jacobus Petri Chronander, assessorn i Bergskollegium Nils Kanterhjelm, advokat Peder Broméen samt läkarna Olaus Bromelius (eller Olof Bromell) och Urban Hjärne. De sammanträdde första gången den sista juli. 
Vid ungefär samma tid angavs även naturläkarna Helena Olofsdotter, Elsa Thomasdotter och Erik Eriksson, för häxeri av den fängslade Jöran Nilsson Galle och barnvittnena. Rättegången mot dem började i juli. Fallet mot dessa tre var dock besvärligt för domarna, därför att dessa tre hade utpekats mer för trolldom än för att ha bortfört barn till Blåkulla, och den typ av häxeri de hade gjort sig skyldiga till inte passade in i den typ av häxeri som undersöktes under det stora oväsendet, och vanligen bestraffades med kyrkstraff. De medgav alla tre att de hade missbrukat Guds namn och uppgav att de ångrade sig, varför domarna dömde dem till olika disciplinära kyrkstraff. En ung piga, Elisabet Eriksdotter, utpekades för barnaförande, men av oklar anledning ägnade domarna inte hennes fall särskilt stort intresse utan avfärdade det.

## Tredje processen
I den tredje domen dömdes Anna Simonsdotter Hack och Malin Matsdotter. De åtalades för att ha bortfört barn till Blåkulla. I båda fallen dömdes kvinnorna på vittnesmål från bland andra sina egna barn. Båda de åtalade dömdes till döden. 
Anna Simonsdotter Hack bekände och dömdes därför till avrättning genom halshuggning. Malin Matsdotter vägrade att erkänna sig skyldig. I likhet med Anna Persdotter i ett tidigare fall blev hon därför dömd till att brännas levande. Eftersom hon till skillnad från denna stod fast vid sin vägran att erkänna, benådades hon inte till halshuggning utan straffet om bränning på bål verkställdes. Malin Matsdotter blev den enda person av nästan 300 under det stora oväsendets häxjakt som blev avrättad genom att brännas levande på bål och hennes fall har därför blivit särskilt uppmärksammat.

## Fjärde processen
Stadskaptensfrun Margareta Remmer arresterades, anklagad bl a av ryttmästare Peder Gråås barn. Gråå hade tidigare fällts av stadskapten Remmer för smuggling. I en vaktstuga hade ett barn även talat om grevinnorna de la Gardie: Maria Eufrosyne av Pfalz och Maria Sofia Oxenstierna.
Margareta Matsdotter "Duvan" torterades till bekännelse, men ångrade sig när tortyren upphört. Hennes fall blev föremål för häftig diskussion. Man tog upp att den var framkallad av tortyr och att barnvittnena var otillförlitliga. Coyet ville bekräfta dödsdomen, Noreaus, Rålamb, Leufstadius och slutligen Hjärne ville upphäva den. Chronander ifrågasatte barnvittnen och de medanklagades vittnesmål. Man beslöt att vara skeptisk mot barnvittnesmål.

## Upplösningen
Kaplanen i Storkyrkan, Erik Noraeus, var en av dem som nu tvivlade över att domstolen rätt kunde bedöma anklagelserna (han lämnade till sist in en skriftlig begäran om att inte längre delta i själva domarna, eftersom han inte ansåg det förenligt med sitt ämbete.) Andra ledamöter i rätten, som Olof Sparrman, var mycket vidskepliga. Chronander ville ta ställning till straffet först och skulden sedan, vilket enligt den tidens praxis innebar att man kunde ge ett mildare straff, eftersom man alltid måste döma till döden om personen var bevisad skyldig, medan man annars kunde döma till "halv skuld".
Den 11 september 1676 var vändpunkten. Annika Thomsdotter (15 år), en stadsvaktsdotter, väckte misstankar om ekonomiska kompensationskrav med sitt vittnesmål om att hon piskats så hårt i Blåkulla att hon förlorat sin plats som piga och pressades till dess hon erkänt att hon lärt sig allt om Blåkulla av Myraspigorna. Tillfrågad om hon kände till fler menedare nämnde hon Kjerstin Jönsdotter, som också erkände och pekade ut Myraspigorna och Lisbet Carlsdotter. Sjutton barn erkände sig ha begått mened: 9 efter att alla ledamöter utom Hjärne, Coyet, läkare Olaus Bromelius och Noraeus lämnat rättegången, eftersom sessionen hade dragit ut på tiden. Det var under dessa förhör som Urban Hjärne, förut inte särskilt aktiv som ledamot, gjorde sin största insats.
Myrapigorna vägrade erkänna att de vittnat falskt och fängslades. Lisbet Carlsdotter bekände gråtande. efter att ha lovats straffimmunitet. att hon ljugit tvingad av Johan Johansson Grijs och Myraspigorna (hon nämnde också Olov Svebelius, pastor primarius i Storkyrkan och senare ärkebiskop, som höll tidiga förhör i Katarina kyrka, men det tog hon senare tillbaka). Hon hade hållit fast vid lögnen för sina föräldrars skull, för att de inte skulle få skämmas över henne, och sina morbröders skull "som har höga ämbeten"). Rätten identifierade Johan från Gävle, Lisbet Carlsdotter, Myras-pigorna och två andra pigor som de drivande i "komplotten".

## Efterspel
De trolldomsanklagade kvinnor som ännu inte avrättats, friades, däribland stadskaptenskan Remmer som hade suttit häktad i flera månader.  Den 19 september frikändes Britta Sippelas man murmästare Galle; 27 september Margareta Staffansdotter Remmer; i oktober frigavs den 84-åriga Agnes Johansdotter, och slutligen i november Karin Fontelius, Karin Ambjörnsdotter och Margareta Matsdotter ("Dufvan").
Ryttmästare Gråå och hans familj lämnade staden. Hökaren Hindrich Abrahamsson gjorde avbön och lovade att straffa sin piga själv, och skickade bort henne från staden, vilket förmodligen räddade livet på henne. Johan Johanssons dödsdom bekräftades (han var redan avrättad). Lisbet Carlsdotter, Maria Nilsdotter och en av myrapigorna, Agnis Eskilsdotter, avrättades den 20 december 1676, på Hötorget, "starkt ropande till Gud om sina synder till straff". Carlsdotter dömdes "såsom Guds heliga namns faselige försmäderska, såsom en morderska, såsom en menederska, såsom en vederstyggelig lögnerska och såsom många enfaldiga barnasjälars fördärverska". Hennes dom föregicks av diskussioner med tanke på att man faktiskt hade lovat henne straffrihet, och särskilt ledamoten Chronander var upprörd över att hon ändå dömdes till döden. Flera vittnen dömdes till piskstraff: Malin Matsdotters två döttrar Anna Eriksdotter och Maria Eriksdotter dömdes till piskstraff och tukthus. Annika Persdotter (15 år), som vittnat både mot sin mor Britta Sippel, sin moster Anna Sippel och sin far Jöran Sippel, dömdes att piskas tolv gånger fyra dagar i rad, kyrkoplikt och ett års tukthus. Hon dog dock på Barnhuset i sviterna av piskstraffet. 
Efter att några av vittnena straffats, och trots en del motstånd bland dem som fortfarande trodde att barnen hade varit förda, upphörde ryktesspridningen. Urban Hjärne skrev att de som tidigare "intet annat gjorde än rände därmed och klagade sig, huru de föras, piskas och anfäktas etc., de tiga nu vackert stilla, gå lömske och fälla modet. Inga nya trollkäringar givas mera an." Hjärne framstår som aktiv i slutskedet av rättegångarna, och skrev under våren 1677 ett långt betänkade om hur vittnena uppförde sig under rättegångarna och hur man kunde bedöma deras trovärdighet. Hans betänkande satte fokus på vittnena, i historieskrivningen, och gjorde några få pigor och barn till syndabockar för det alltigenom inkonsekventa rättsliga förfarandet. Källorna berättar dock en helt annan och mer komplex historia, om olika maktkamper mellan domstol, kyrka och församlingsbor, och mellan mer eller mindre vidskepliga medlemmar i de olika rättsinstanserna, och kanske inte minst mellan bemedlade och mindre bemedlade.

## Eftermäle

### Minnesmärke
2023 upprättades efter ett medborgarförslag Malin Matsdotters örtagård i Sandbacksparken i Stockholm, till minne av både Malin Matsdotter, efter vilken minnesmärket fått sitt namn, och de åtta avrättade i sin helhet.

## De åtalade
Den ansvariga bödeln som skulle verkställa de dömdas straff under häxprocessen var Johan Larsson Hvitlock.
- Britta Sippel, "Näslösan", avrättad 29 april 1676.
- Anna Sippel, avrättad 29 april 1676.
- Anna Månsdotter, "Vipp-upp-med-näsan", avrättad 29 april 1676.
- Karin Johansdotter, "Smeds-Karin" , begick självmord i fängelset.
- Maria Jöransdotter, "Ängsjöpigan", avrättad 12 maj 1676 (angav sig själv och erkände)
- Margareta Matsdotter, avrättad 12 maj 1676 (angav sig själv och erkände)
- Anna Persdotter, "Lärkan", avrättad 12 maj 1676 (erkände)
- Malin Matsdotter, "Rumpare-Malin", avrättad 5 augusti 1676 (angiven av sina egna barn)
- Anna Simonsdotter Hack, "Tysk-Annika", avrättad 5 augusti 1676 (angiven av sina egna barn)
- Margareta Staffansdotter Remmer, "kaptenskan", frikänd
- Karin Ambjörnsdotter, dömd till döden men frigiven
- Margareta Matsdotter, "Dufvan", dömd till döden men frigiven
- Jöran Nilsson Galle, "Näslösken", Britta Sippels make, frikänd
- Agnis Johansdotter, ”Göstas Finska”, frikänd
- Elsa Thomasdotter, "Lilla Guden", dömd till skampålen
- Helena Olofsdotter, "Sjumans-Elin", dömd till kyrkstraff
- Erik Eriksson, kammarmakare, dömd till kyrkstraff
- Elisabet Eriksdotter, frikänd
- Karin Fontelius, frikänd

## Fiktion
- Sisela Lindblom: Brinn! Norstedts 2021, ISBN 9789113112916